# Municipio de Huejotzingo
El municipio de Huejotzingo es uno de los 217 municipios que conforman al estado mexicano de Puebla, su cabecera es la ciudad de Huejotzingo. El municipio es parte de la Zona Metropolitana de Puebla-Tlaxcala.

## Geografía
El municipio de Huejotzingo se encuentra en la centro-oeste del estado de Puebla; entre el valle de Puebla-Tlaxcala y las elevaciones de la Sierra Nevada, justo al pie del volcán Iztaccíhuatl, la tercera montaña más alta de México. Tiene una extensión territorial de 250.41 kilómetros cuadrados y sus coordenadas geográficas extremas son 19°6′ - 19°16′ de latitud norte y 98°20′ - 98°38′ de longitud oeste; su altitud fluctúa entre 2180 metros sobre el nivel del mar en el valle y 5100 en la cumbre del Iztaccíhuatl.
Limita al norte con el municipio de San Salvador el Verde, el municipio de Chiautzingo y el municipio de San Martín Texmelucan; al este con el municipio de Tlaltenango, el municipio de Juan C. Bonilla y el municipio de San Pedro Cholula; al sur con el municipio de Domingo Arenas, el municipio de Calpan y el municipio de San Nicolás de los Ranchos. Al noroeste limita con el municipio de Natívitas del estado de Tlaxcala y al extremo oeste con el municipio de Tlalmanalco del estado de México.

### Orografía

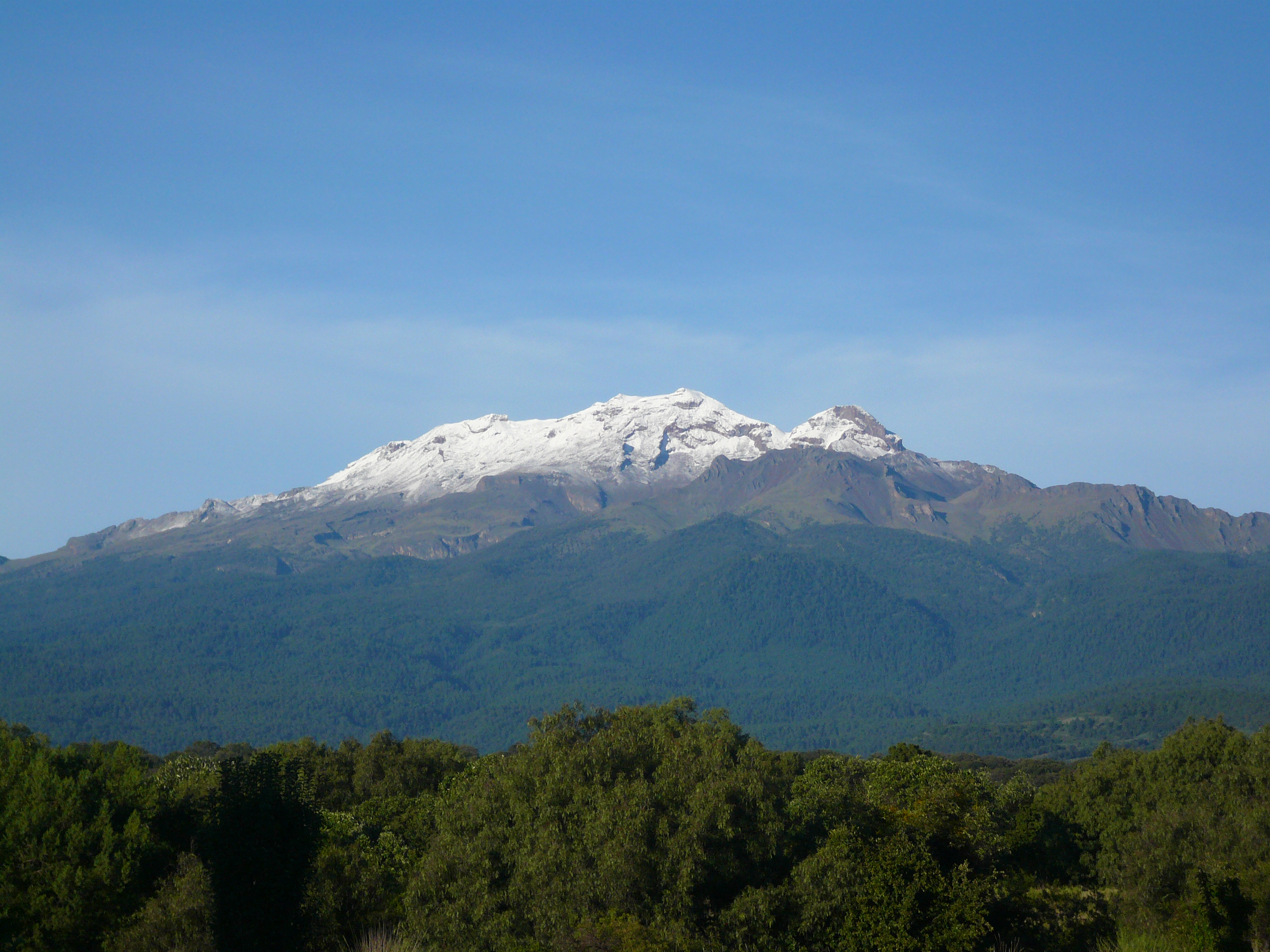
El volcán Iztaccíhuatl visto desde Huejotzingo.

La configuración orográfica del municipio está determinada por su ubicación con respecto a la Sierra Nevada; convencionalmente, se considera que de la 2,500 hacia el oriente, forma parte de Valle de Puebla-Tlaxcala, específicamente a los llanos de Huejotzingo; entre las cotas 2,500 y 3,000, a las faldas inferiores de la Sierra Nevada, y de la cota 3,000 hacia el poniente, a la Sierra Nevada forma parte del eje Neovolcánico, recorre de norte a sur el occidente del Valle de Puebla, y tiene una extensión de más de 100 kilómetros en gran alineamiento de relieve continuo; en tanto que el Valle de Puebla constituye el sector principal de la altiplanicie poblana y limita con la depresión de Valsequillo, el Valle de Tepeaca y la Sierra Nevada. 
Por lo anterior, el relieve del municipio muestra las siguientes características: al oriente, el relieve es plano, con una altitud promedio de 2100 metros sobre el nivel del mar, y con un muy ligero y regular ascenso hacia el poniente; conforme se avanza en esa dirección, el ascenso se va volviendo cada vez más pronunciado, hasta construir el pie de monte del Iztaccíhuatl. Continuando en la misma dirección, el relieve se vuelve francamente abrupto y ya no tan regular, pues comienzan a aparecer los cerros: Ocotepec, Tepechichipa y Zacatalatla. 
El ascenso culmina en el volcán Iztaccíhuatl que marca el límite con el estado de México. En el volcán se distinguen, de norte a sur, tres alturas; la Cepeba, con 5,146 metros de altitud; el Pecho con 5,383; y los pies con 4,740 metros sobre nivel del mar; los aparatos crateriformes por donde tuvieron lugar las erupciones que lo formaron han desaparecido y la montaña formada por este edificio volcánico, en su cumbre, se encuentra cubierto de nieve y presenta varios accidentes topográficos importantes como taludes, suaves y abruptas pendientes que son los restos de los enormes glaciares y ventisqueros formados por la constante glaciación alpina.
Entre el pecho y los pies del volcán se forma una depresión que es el hecho de un ventisquero en las laderas occidentales de la montaña llamada Ayolócotl; en los bordes de las corrientes arrastrados grandes volúmenes de roca de varios tamaños que dan origen a morenas, las que al moverse bajo hielo se pulen y estrían en diversas direcciones. Son notables en la zona de la cabellera del volcán los fenómenos de denudación, donde gran número de rocas se desgajan con gran violencia.

### Clima y ecosistemas

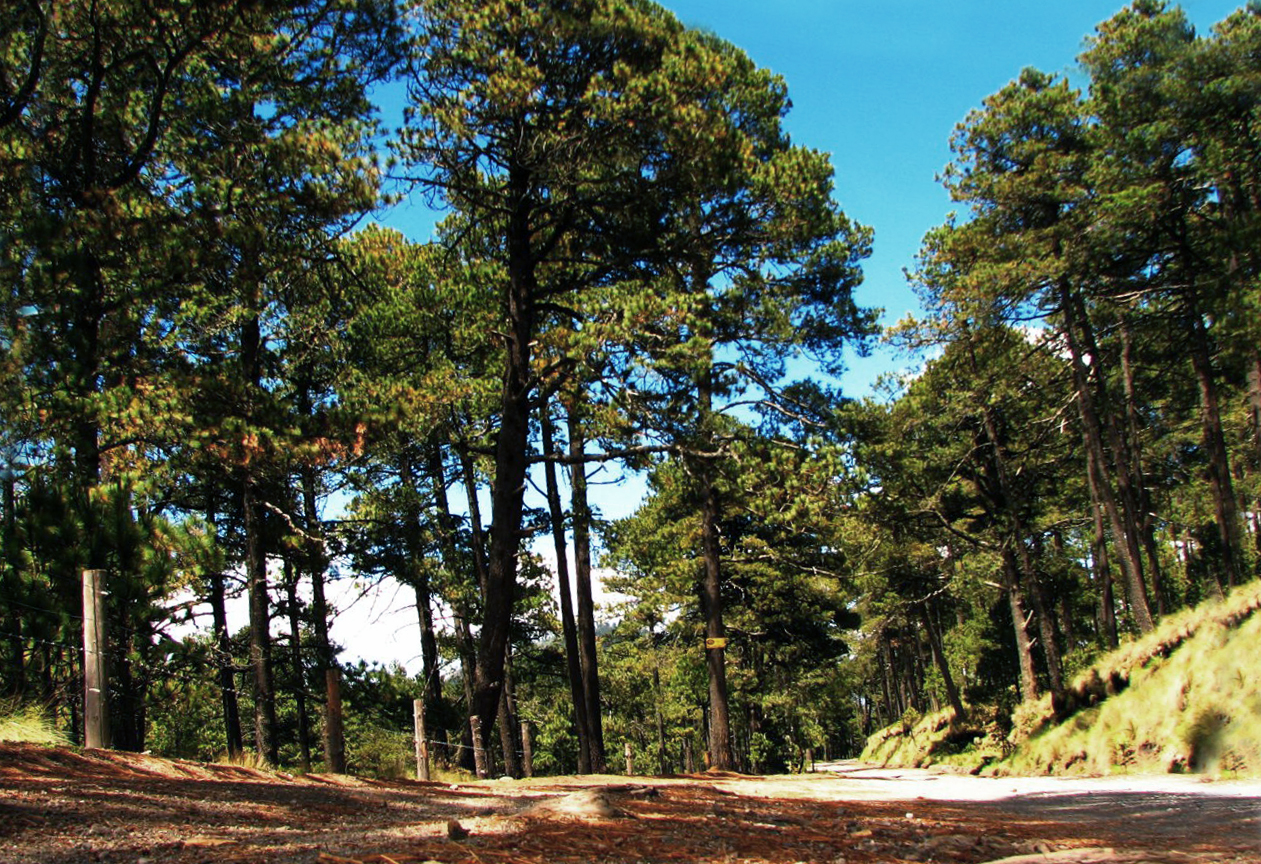
Bosque en las faldas del Iztaccíhuatl.

En el municipio se presenta la transición climática de los templados del valle de Puebla, a los ríos de las cumbres altas de la sierra, pasando por los semifríos, se identifican tres climas: 
- Clima templado subhúmedo con lluvias en verano. Es el clima predominante sobre todo en la zona correspondiente al valle.
- Clima semifrío subhúmedo con lluvias en verano. Se presenta en las faldas inferiores de la sierra al poniente.
- Clima frío. Se identifica en las partes más altas de la sierra del estado)

El municipio presenta las siguientes características vegetales: las zonas más elevadas del volcán Iztaccíhuatl, presentan nieves perpetuas y alrededor de estas áreas, pradera alta montaña; las faldas inferiores de la Sierra Nevada están cubiertas por bosques de pino, pino-encino y oyamel, asociados en ocasiones a vegetación secundaria arbustiva, y muestran una tendencia a disminuir por la deforestación sistemática para usar la madera o para incorporar nuevas zonas de cultivo.
La zona correspondiente al Valle de Puebla, presenta en su mayor parte áreas dedicadas a la agricultura temporal; al oriente se localizan extensas zonas de regadío. Por último, en la ribera de algunos ríos que bañan el Valle, como el Xopanac, Pipinahuac, etc.; se aprecian algunas áreas, aunque reducidas de bosques de pino, pino-encino y pastizales.

### Recursos naturales
El recurso predominante en el municipio es lo forestal y debido a esta actividad el recurso se encuentra en decadencia. Los habitantes son productores principalmente de maíz, frijol, calabaza, chile, además de frutas como el tejocote, capulín, durazno, pera, manzana y chabacano.

### Características y uso del suelo
En su territorio se identifican cuatro grupos de suelos:
- Litosol: Se representa en las partes más altas del volcán.
- Regozol: Es el suelo predominante, ocupa las faldas inferiores de la Sierra Nevada y en un área extensa que va desde las últimas estribaciones de la sierra hasta el extremo sureste; presenta fase gravosa (fragmentos de roca o tepetate de menos de 7.5 centímetros de diámetro).
- Cambisol: Ocupa un área reducida al centro del municipio; presenta fase gravosa.
- Fluvisol: Ocupa principalmente oda la porción nororiental; presenta fase gravosa.

## Demografía
De acuerdo a los resultados del Censo de Población y Vivienda de 2010 realizado por el Instituto Nacional de Estadística y Geografía, la población total de Huejotzingo asciende a 63 457 personas; de las que 30 723 son hombres y 32 734 son mujeres.
Las lenguas indígenas más habladas son: 
- Náhuatl (1,293 habitantes),
- Totonaco (278 habitantes) y
- Mazateco (102 habitantes).

### Localidades
El municipio incluye en su territorio un total de 64 localidades. Las principales, considerando su población del censo de 2020 son:
| Localidad                 | Población |
| Total Municipio           | 90 794    |
| Huejotzingo               | 29 613    |
| Santa Ana Xalmimilulco    | 17 865    |
| Santa María Nepopualco    | 3 183     |
| Santa María Atexcac       | 2 978     |
| San Miguel Tianguizolco   | 2 364     |
| San Mateo Capultitlán     | 2 328     |
| San Luis Coyotzingo       | 1 822     |
| San Juan Pancoac          | 1 476     |
| Los Encinos               | 1 261     |
| Santa María Tianguistenco | 713       |

## Gobierno

### Regionalización política
El municipio de Huejotzingo pertenece a las siguientes regiones:
- Distrito local electoral número 8.º, con cabecera en Huejotzingo.[5]
- Distrito Federal Electoral número 5º, con cabecera en San Martín Texmelucan.
- Región Socioeconómica número IV, con cabecera en Cholula.
- Región sanitaria número 5.º, con cabecera en Huejotzingo.
- Región educativa n.º 5, con cabecera en Cholula.
- Distrito judicial número VIII, con cabecera en Huejotzingo.

### Cronología de Presidentes Municipales
| Presidente                         | Periodo   |
| ---------------------------------- | --------- |
| Antonio Tepox de Olarte            | 1972-1975 |
| Pedro Bautista Moreno              | 1975-1978 |
| Adalberto Marín Rocha              | 1978-1981 |
| Jorge Morales Justo                | 1981-1984 |
| Manuel Saloma                      | 1984-1987 |
| Gregorio Méndez Deolarte           | 1987-1990 |
| Francisco Alonso Escárcega         | 1990-1993 |
| José Carlos Ándres Morales Morales | 1993-1996 |
| Heriberto Ramírez Cerón            | 1996-1999 |
| Miguel Ángel Martinez Escobar      |           |
| Martha Elba Linares Pérez          | 1999-2002 |
| Abel Julián Morales Ortega         | 2002-2005 |
| José Juan Trinidad Morales Morales | 2005-2008 |
| Alberto Espinoza Guevara           | 2008-2011 |
| Felipe Gorzo Ortega                | 2011-2014 |
| Carlos Alberto Morales Álvarez     | 2014-2018 |
| Daniel Algomeda (suplente)         | 2018      |
| Angélica Patricia Alvarado Juárez  | 2018-2021 |
| Angélica Patricia Alvarado Juárez  | 2021-2024 |

### Autoridades auxiliares
En el municipio de Huejotzingo existen ocho Juntas Auxiliares:
- Santa María Atexcac
- San Juan Pancoac
- San Mateo Capultitlan
- Santa María Tianguistengo
- San Luis Coyotzingo
- San Miguel Tianguisolco
- Santa María Nepopualco
- Santa Ana Xalmimilulco.

A la autoridad se le denomina presidente auxiliar municipal, son electos popularmente por los habitantes de la comunidad, por un período de tres años. Las juntas auxiliares son designadas en plebiscito el último domingo del mes de marzo del año que corresponda y toman posesión el 15 de abril del mismo año.
La junta auxiliar está integrada por un presidente auxiliar municipal y cuatro miembros propietarios y sus respectivos suplentes; las funciones de esta autoridad auxiliares de la administración municipal están sujetos al Ayuntamiento.

#### Presidentes auxiliares de Santa Ana Xalmimilulco
| Presidente Auxiliar             | Periodo   |
| ------------------------------- | --------- |
| Humberto Poblano Juárez         | 1996-1999 |
| Dr. Leonides Solís Arce         | 1999-2002 |
| Víctor Juárez Ramírez           | 2002-2005 |
| Oscar Juárez Macuil             | 2005-2008 |
| Florencio Carreón Ramírez       | 2008-2011 |
| Santos Juárez Sánchez           | 2011-2014 |
| Rafael Ramírez Garita El Poncho | 2015-2019 |
| Víctor Ramírez                  | 2019-2022 |

#### Presidentes auxiliares de San Luis Coyotzingo
| Presidente Auxiliar    | Periodo    |
| ---------------------- | ---------- |
| Roberto Calderón       | 1990-1993  |
| Antonio Pérez          | 1993-1996  |
| Roberto Atonal Ramiréz | 1996-1999  |
| Eufemio Juárez         | 1999-2002  |
| Luis Vázquez Pérez     | 2002-2005  |
| Arnulfo Castro         | 2005-2008  |
| Rosalino Pérez Flores  | 2008-2011  |
| Esteban López Reyes    | 2011-2014  |
| Pablo Pérez Chanez     | 2014-2019  |
| Saúl Morales Ramírez   | Actualidad |

## Infraestructura
La autopista México-Puebla atraviesa el municipio por la parte Noreste. 
La carretera federal Puebla-Tlaxcala entra al municipio por el Sureste, pasa por la cabecera municipal y con dirección Norte llega a la ciudad de San Martín Texmelucan. 
De la cabecera municipal, parte hacia el Oeste, una carretera secundaria que atraviesa el municipio sin salir de él. El resto de este se encuentra comunicado por medio de caminos de terracería y brechas.
Cuenta con el aeropuerto Hermanos Serdán, localizado al oriente del municipio; tiene capacidad para ser un aeropuerto alterno al de la Ciudad de México.  
Ofrece viajes comerciales y privados; entre otras tiene vuelos a las Ciudades de México, Guadalajara y Tijuana. 
Dispone de una pista de 3,000 metros de longitud con 45 metros de ancho; con una plataforma de 180 por 90 metros; un edificio moderno que es su terminal de aproximadamente 600 metros cuadrados; un estacionamiento que tiene capacidad para 50 vehículos; zona de combustible y zona de bomberos con instalaciones sencillas.